# Diois

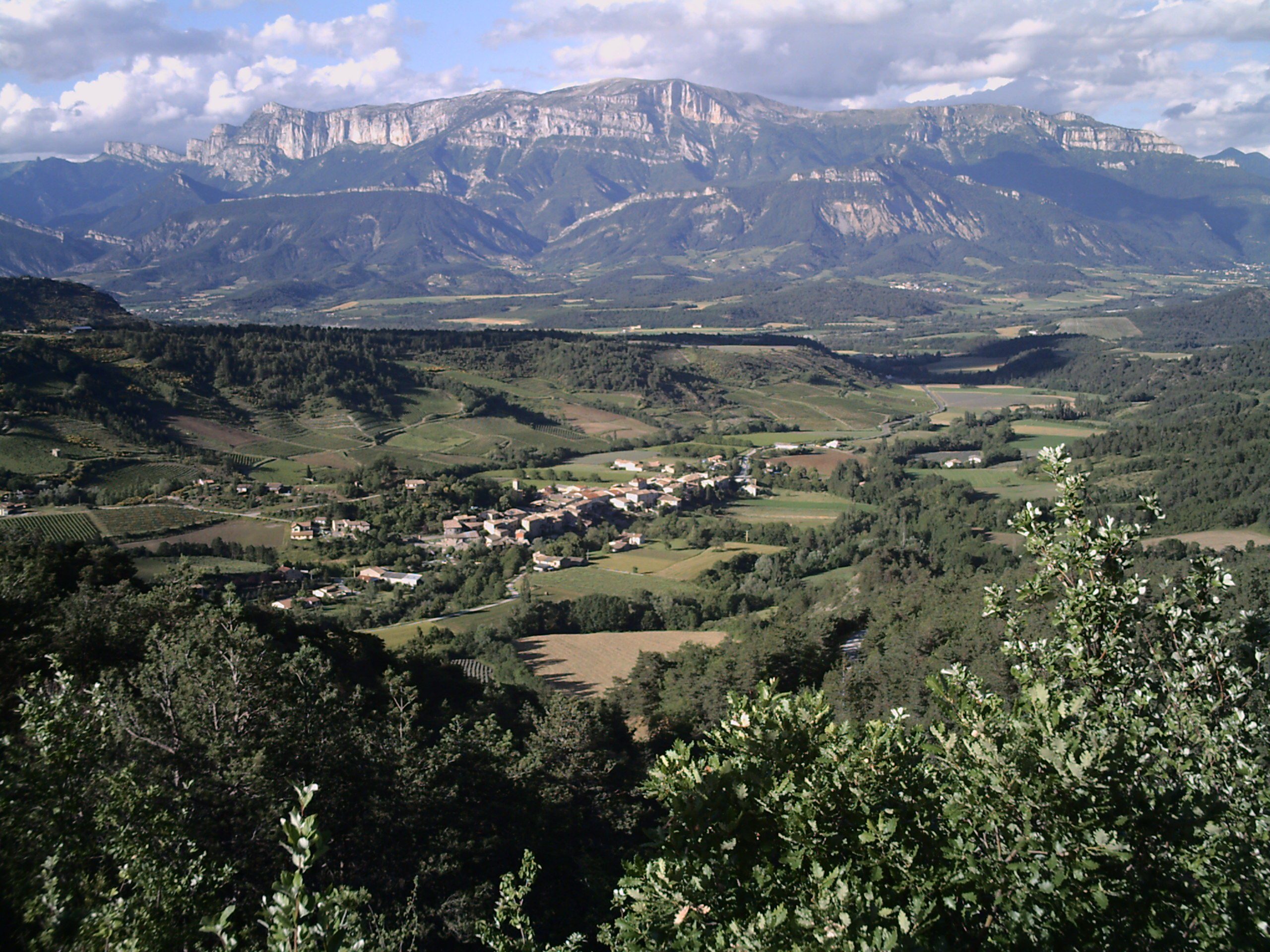
Zicht op de Diois vanaf Barnave, met zicht op de Vercors in de achtergrond

De Diois is een streek en voormalige provincie van Frankrijk rond de stad Die in de regio Auvergne-Rhône-Alpes. De Diois ressorteerde in de Middeleeuwen achtereenvolgens onder het markgraafschap Provence, het graafschap Valentinois en de Dauphiné.

## Geschiedenis
De stad Die heette in de 2e eeuw Dea Augusta Vocontiorum, in de 6e eeuw civitas Diensis. Het was, naast Vaison-la-Romaine, een van de twee grote steden van de Vocontii. Voor de streek komen Latijnse namen als Dieniis tractus of Pagus Diensis in gebruik.
Tijdens de Middeleeuwen behoorde Diois tot het koninkrijk Bourgondië, en in brede zin, tot het Heilige Roomse Rijk. Aanvankelijk was het een deel van het markgraafschap Provence wanneer de graven van Toulouse er markgraaf waren. Einde 12e eeuw schonken de graven van Toulouse Diois aan de graven van Valentinois, trouwe vazallen van de koning van Frankrijk. Nadien werd de streek opgeslorpt in de Dauphiné, zodat deze in 1404 onder directe controle van Frankrijk kwam.

## Clairette

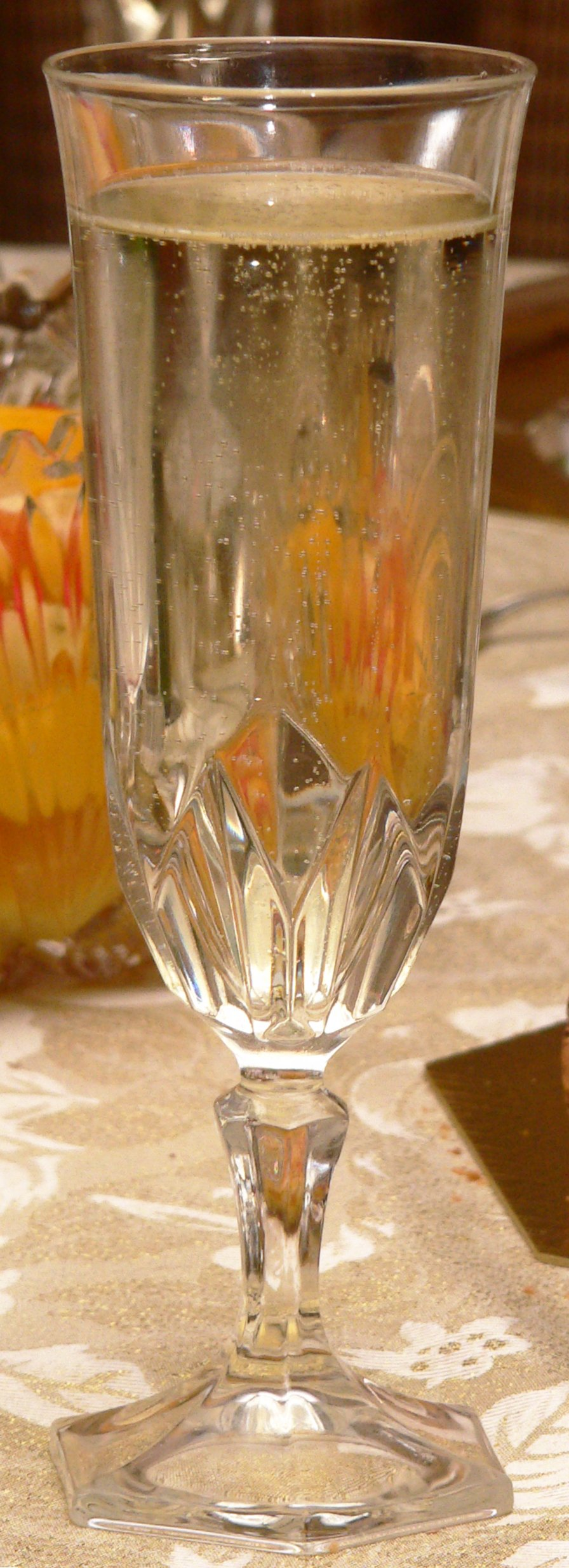
Clairette de Die

De Diois is bekend voor zijn productie van de schuimwijn Clairette de Die.

## Geografie
Het bergachtige deel van de Diois ten zuiden van de Drôme-vallei en ten oosten van Châtillon en Luc wordt de Haut-Diois genoemd. Het hoogste punt van de Diois is de Mont Jocou, helemaal in het oosten van de streek op de grens met de Trièves.
De Col du Cabre vormt verkeerskundig een belangrijke verbinding doorheen de Haut-Diois naar het "Pays du Buëch" rond Veynes en (verderop) Gap en Italië (via Briançon of Barcelonnette).
Via de Col du Rousset staat de Diois in verbinding met de zogeheten "Vercors Drômois", het deel van de Vercors rond La Chapelle-en-Vercors en Vassieux-en-Vercors.

## Toponiemen
De naam van de oude provincie klinkt nog door in verschillende namen van gemeenten: Aix-en-Diois, Beaumont-en-Diois, Bellegarde-en-Diois, Bonneval-en-Diois, Châtillon-en-Diois, Lesches-en-Diois, Luc-en-Diois, Marignac-en-Diois, Montlaur-en-Diois, Montmaur-en-Diois, Saint-Benoit-en-Diois, Saint-Dizier-en-Diois, Saint-Sauveur-en-Diois en  Solaure en Diois.